# Талански, Эндрю
Эндрю Талански (англ. Andrew Talansky; род. 23 ноября 1988, Майами, Флорида, США) — бывший американский профессиональный шоссейный велогонщик. Чемпион США 2015 года в индивидуальной гонке. Победитель Критериума Дофине 2014.

## Карьера

### Детство и любительская карьера
Эндрю Талански родился 23 ноября 1988 года в Нью-Йорке. В возрасте двух лет переехал с родителями в Майами, штат Флорида.
В детстве увлекался лыжными гонками, плаванием и бегом. Восстанавливаясь после травмы, полученной в кросс-кантри, начал практиковаться в шоссейном велоспорте, вскоре став одним из лучших гонщиков-любителей Южной Флориды, добившись успехов на местных любительских гонках. Его заметил Тодд Хэнкок, который стал его тренером и убедил Талански не заниматься по тренировочной программе Федерации велоспорта США.
В 17 лет Талански поступил в Колледж Лиз-Макрей в Северной Каролине. В 2008 году на университетском чемпионате США по шоссейному велоспорту американец неожиданно праздновал победу. С тех пор он полностью посвятил себя этому виду спорту и был принят американской континентальной командой Toshiba-Santo-Herbalife, но она прекратила существование в конце сезона. В 2009 Талански оставил учёбу и просоединился к итальянской континентальной команде Amore & Vita-McDonald’s. Слабая организация команды и плохие материальные условия вынудили его уже весной вернуться в Штаты, где он провел остальную часть сезона, гоняясь без командной поддержки.

### Профессиональная карьера
В 2010 году американца в качестве стажера пригласила в свои ряды шоссейная команда высшего дивизиона Garmin-Cervélo. В её цветах он выиграл Чемпионат США среди андеров в гонке с раздельным стартом. На Туре де Л’Авенир он завоевал второе место в генеральной классификации, а также стал первым на этапе 4, одержав первую профессиональную победу в своей карьере. Эти успехи подтолкнули менеджеров американской команды подписать Талански на следующий год в качестве гонщика основного состава.
В 2011 году американец отметился белой майкой лучшего молодого гонщика на Туре Романдии и четвёртым местом в общем зачете Тура Средиземноморья.
В 2012 году занял второе место на Туре Романдии, снова выиграв молодёжную классификацию, а также показал седьмой результат в генеральной классификации Вуэльты Испании.

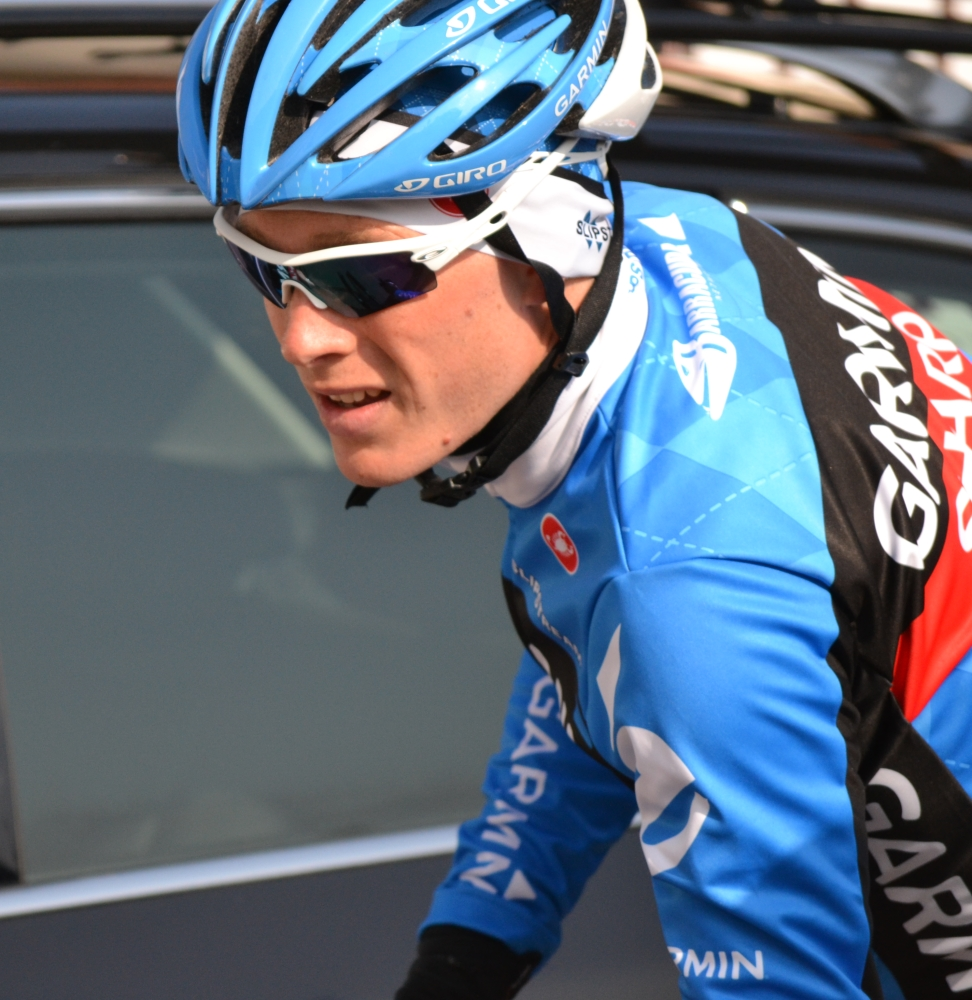
Эндрю Талански на Париж — Ницца 2013

В 2013 году Талански победил на этапе 3 Париж — Ниццы, что стало его первой викторией на гонках мирового тура. В генеральной классификации французской многодневки он завоевал второе место, а в молодежной стал первым. В конце июня он дебютировал на Тур де Франс и на первой в карьере «Большой Петле» занял десятое место в итоговом общем зачете.
В 2014 году на последнем этапе Критериума Дофине Талански, занимавший перед этапом третье место в генеральной классификации, отправился в многочисленный отрыв. Воспользовался ситуацией, когда лидеры гонки Альберто Контадор (Tinkoff-Saxo) и Кристофер Фрум (Team Sky) пристально следили друг за другом, он сохранил свое преимущество перед ими и, финишировав на этапе 4-м, перехватил у Контадора лидерскую майку, добыв самую значимую победу в своей карьере.
На Тур де Франс 2014 Талански отправился как капитан Garmin-Sharp, но гонка совсем не задалась. На этапе 7 он упал, когда колесо его велосипеда зацепилось за велосипед Саймона Герранса (Orica GreenEDGE) во время спринта, а на следующий день, на этапе 8 американец упал на мокром повороте финального спуска и проиграл более двух минут своим соперникам в общем зачёте. На этапе 11 Талански проколол колесо, после чего ему пришлось в одиночку преодолевать заключительные 60 км дистанции. Все это сопровождалось болезнью — воспалением крестцово-подвздошного сустава. Переехав финишную черту этапа через 32 минуты после победителя под громкие аплодисменты болельщиков, продемонстрировав по мнению директора гонки Кристиана Прюдомма пример спортивного мужества, Талански был вынужден завершить гонку, сразу же отправившись в больницу.
В 2015 году стал чемпионом США в индивидуальной гонке. На Вуэльте Испании занял 5-е место в общем зачете. На Тур де Франс 2015 занял 11 место, а на Вуэльте Испании сошел после этапа 17 из-за неудовлетворительных результатов.
В начале августа 2016 года одержал победу на этапе 6 Тура Юты и завоевал третье место в «генерале». В течение сезона вошел в топ-5 генеральной классификации трёх гонок мирового тура.
В мае 2017 году выиграл этап 5 Тура Калифорнии. На заключительном подъёме этапа он пытался атаковать с целью отыгрывать время в общем зачете перед «разделкой» на следующем этапе, но сбросить Рафала Майку (Bora-Hansgrohe), Джорджа Беннетта (Lotto NL-Jumbo) и Иэна Босуэлла (Team Sky) ему не удалось. Однако в финальном спринте он стал лучшим из этой четверки, принеся своей команде первую победу в Мировом туре UCI более чем за два года и поднявшись на 4-е место генеральной классификации. Показав третье время в индивидуальном старте, он стал бронзовым призёром гонки.
5 сентября 2017 года 28-летний Эндрю Талански объявил о завершении спортивной карьеры.

## Достижения
2010
1-й  Чемпионат США U23 в индивид. гонке
2-й Тур де Л'Авенир
2011
9-й Тур Романдии
1-й  Молодежная классификация
2012
1-й  Тур де л'Айн
1-й  Очковая классификация
1-й Этап 4
2-й Тур Романдии
1-й  Молодежная классификация
7-й Вуэльта Испании
2013
2-й Париж — Ницца
1-й  Молодежная классификация
1-й Этап 3
10-й Тур де Франс
2014
1-й  Критериум Дофине
7-й Вуэльта Каталонии
2015
1-й  Чемпионат США в индивид. гонке
10-й Критериум Дофине
2016
3-й Тур Юты
1-й Этап 6
5-й Вуэльта Испании
5-й Тур Швейцарии
2017
3-й Тур Калифорнии
1-й Этап 5

## Статистика выступлений

### Гранд-туры
| Гонка           | 2011 | 2012 | 2013 | 2014 | 2015 | 2016 | 2017 |
| --------------- | ---- | ---- | ---- | ---- | ---- | ---- | ---- |
| Джиро д'Италия  | —    | —    | —    | —    | —    | —    | —    |
| Тур де Франс    | —    | —    | 10   | НФ   | 11   | —    | 49   |
| Вуэльта Испании | 79   | 7    | —    | 51   | НФ   | 5    | —    |

| —  | Не участвовал  |
| НФ | Не финишировал |

## Личная жизнь
26 октября 2013 года Эндрю Талански женился на Кейт Фокс.